# Негипотенузное число
Негипотенузное число — это натуральное число, квадрат которого не может быть записан как сумма двух ненулевых квадратов. Название порождено фактом, что ребро с длиной, равной негипотенузному числу, не могут образовать гипотенузу прямоугольного треугольника с целыми сторонами.
Числа 1, 2, 3 и 4 являются негипотенузными. Число 5, однако, не является негипотенузным числом, так как 52 равно 32 + 42.
Первые пятьдесят негипотенузных чисел:
1, 2, 3, 4, 6, 7, 8, 9, 11, 12, 14, 16, 18, 19, 21, 22, 23, 24, 27, 28, 31, 32, 33, 36, 38, 42, 43, 44, 46, 47, 48, 49, 54, 56, 57, 59, 62, 63, 64, 66, 67, 69, 71, 72, 76, 77, 79, 81, 83, 84  (последовательность A004144 в OEIS)
Хотя негипотенузные числа часты среди малых целых чисел, они становятся всё более и более редкими для больших чисел. Всё же существует бесконечно много негипотенузных чисел, а количество гипотенузных чисел, не превосходящих значения x, асимптотически растёт пропорционально x/√log x.
Негипотенузные числа — это те числа, которые не имеют простых делителей вида 4k+1. Эквивалентно, любое число, которое нельзя представить в виде {\displaystyle K(m^{2}+n^{2})}, где K, m и n являются натуральными числами, никогда не являются негипотенузным числом. Число, все простые делители которого не имеют вид 4k+1, не может быть гипотенузой примитивного треугольника, но может быть, всё же, гипотенузой непримитивного треугольника.